# (300181) 2006 WK45
(300181) 2006 WK45 es un asteroide perteneciente al cinturón de asteroides descubierto el 16 de noviembre de 2006 por el equipo del Mount Lemmon Survey desde el Observatorio del Monte Lemmon, Arizona, Estados Unidos.

## Designación y nombre
Designado provisionalmente como 2006 WK45.

## Características orbitales
2006 WK45 está situado a una distancia media del Sol de 3,160 ua, pudiendo alejarse hasta 3,334 ua y acercarse hasta 2,985 ua. Su excentricidad es 0,055 y la inclinación orbital 8,877 grados. Emplea 2051,91 días en completar una órbita alrededor del Sol.

## Características físicas
La magnitud absoluta de 2006 WK45 es 16,1. 